# Italia ai Giochi della II Olimpiade
L'Italia ha partecipato ai Giochi della II Olimpiade che si sono svolti a Parigi dal 14 maggio al 28 ottobre 1900. Con 5 medaglie e 3 ori l'Italia concluse ottava nel cosiddetto medagliere, classificazione che ancora oggi non ha rilievo ufficiale e che allora non era neanche contemplata.
Gli atleti della delegazione italiana ufficiale furono 11, tutti uomini. Portabandiera non ve ne furono in quanto non erano ancora previsti dal cerimoniale olimpico di allora.
Il 31 maggio 1900 Giovanni Giorgio Trissino, piazzandosi al secondo posto nella gara di salto in alto con il cavallo Oreste, dietro al concorrente belga, Constant van Langhedonck che montava Extra Dry, conquistò quella che poi venne omologata come la prima medaglia olimpica in assoluto per un atleta italiano. Due giorni dopo, il 2 giugno, arrivando primo nella gara di salto in lungo, di nuovo in sella a Oreste, a pari merito con il concorrente francese Dominique Gardères e il suo cavallo Canela, ottenne la prima medaglia d'oro olimpica italiana.
Il 27 giugno si svolse poi la finale della sciabola per maestri con il confronto tra due professionisti italiani, Antonio Conte, che vinse, e Italo Santelli: essi quindi conquistarono il secondo oro e il secondo argento per l'Italia alle Olimpiadi.
La gara ciclistica cui prese parte Enrico Brusoni si svolse invece il 15 settembre.

## Medaglie

### Medagliere
| Sport       | Oro | Argento | Bronzo | Totale |
| ----------- | --- | ------- | ------ | ------ |
| Equitazione | 1   | 1       | 0      | 2      |
| Scherma     | 1   | 1       | 0      | 2      |
| Ciclismo    | 1   | 0       | 0      | 1      |
| Totale      | 3   | 2       | 0      | 5      |

### Medaglie
| Medaglia | Nome                      | Sport       | Evento                     |
| -------- | ------------------------- | ----------- | -------------------------- |
| Oro      | Giovanni Giorgio Trissino | Equitazione | Salto di potenza in alto   |
| Oro      | Antonio Conte             | Scherma     | Sciabola per maestri       |
| Oro      | Enrico Brusoni            | Ciclismo    | Corsa a punti 5 chilometri |
| Argento  | Giovanni Giorgio Trissino | Equitazione | Salto di potenza in lungo  |
| Argento  | Italo Santelli            | Scherma     | Sciabola per maestri       |

### Plurimedagliati
| Nome                      | Sport       | Oro | Argento | Bronzo | Totale |
| ------------------------- | ----------- | --- | ------- | ------ | ------ |
| Giovanni Giorgio Trissino | Equitazione | 1   | 1       | 0      | 2      |

## Risultati

### Atletica leggera
| Atleta          | Evento | Batteria    | Batteria  | Semifinale | Semifinale | Finale | Finale    |
| Atleta          | Evento | Tempo       | Posizione | Tempo      | Posizione  | Tempo  | Posizione |
| --------------- | ------ | ----------- | --------- | ---------- | ---------- | ------ | --------- |
| Umberto Colombo | 100 m  | Sconosciuto | 3º        |            |            |        |           |
| Umberto Colombo | 400 m  | Sconosciuto | 5º        |            |            |        |           |
| Emilio Banfi    | 800 m  | Sconosciuto | 4º        |            |            |        |           |

### Canottaggio
| Atleta  | Evento  | Batterie | Batterie   | Semifinali | Semifinali | Finale | Finale     |
| Atleta  | Evento  | Tempo    | Classifica | Tempo      | Classifica | Tempo  | Classifica |
| ------- | ------- | -------- | ---------- | ---------- | ---------- | ------ | ---------- |
| Piaggio | Singolo | ritirato | ritirato   |            |            |        |            |

### Ciclismo
| Evento   | Posto | Ciclista              | Primo turno            | Quarti            | Semifinali            | Finale    |
| -------- | ----- | --------------------- | ---------------------- | ----------------- | --------------------- | --------- |
|          |       |                       |                        |                   |                       |           |
| Velocità | —     | Antonio Restelli      | 1º posto batteria 9    | 1º posto quarto 4 | 2º posto semifinale 2 | Eliminato |
| Velocità | —     | Ernesto Mario Brusoni | 2º posto batteria 4    | 2º posto quarto 6 | Eliminato             | Eliminato |
| Velocità | —     | Giacomo Stratta       | 2º posto batteria 1    | 2º posto quarto 1 | Eliminato             | Eliminato |
| Velocità | —     | Carlo Buni            | 4º-8º posto batteria 2 | Eliminato         | Eliminato             | Eliminato |
| Velocità | —     | Luigi Colombo         | 4º-7º posto batteria 7 | Eliminato         | Eliminato             | Eliminato |
| Velocità | —     | Jacques Droëtti       | 4º-8º posto batteria 6 | Eliminato         | Eliminato             | Eliminato |
| Velocità | —     | Vianzino              | 4º-8º posto batteria 2 | Eliminato         | Eliminato             | Eliminato |
|          |       |                       |                        |                   |                       |           |

### Equitazione
| Evento         | Posto  | Cavaliere                  | Tempo, altezza, o distanza |
| -------------- | ------ | -------------------------- | -------------------------- |
|                |        |                            |                            |
| Salto          | 4-37   | Uberto Visconti di Modrone | sconosciuto                |
| Salto          | 4-37   | Giovanni Giorgio Trissino  | sconosciuto                |
| Salto          | 4-37   | Cavaliere sconosciuto      | sconosciuto                |
|                |        |                            |                            |
| Salto in alto  | 1°     | Giovanni Giorgio Trissino  | 1,85 metri                 |
| Salto in alto  | 4°     | Giovanni Giorgio Trissino  | 1,70 metri                 |
| Salto in alto  | 5°-18° | Uberto Visconti di Modrone | sconosciuto                |
| Salto in alto  | 5°-18° | Uberto Visconti di Modrone | sconosciuto                |
| Salto in alto  | 5°-18° | Cavaliere sconosciuto      | sconosciuto                |
|                |        |                            |                            |
| Salto in lungo | 2°     | Giovanni Giorgio Trissino  | 6,10 metri                 |
| Salto in lungo | 5°-17° | Uberto Visconti di Modrone | sconosciuto                |
|                |        |                            |                            |

### Ginnastica artistica
| Atleta            | Evento             | Punteggio          | Punteggio |            |
| Atleta            | Evento             | Tutti gli attrezzi | Totale    | Classifica |
| ----------------- | ------------------ | ------------------ | --------- | ---------- |
| Camillo Pavanello | Esercizi combinati | 255                | 255       | 28º        |

### Nuoto
| Atleta         | Evento             | Batteria   | Batteria   | Semifinale | Semifinale | Finale     | Finale     |
| Atleta         | Evento             | Tempo      | Classifica | Tempo      | Classifica | Tempo      | Classifica |
| -------------- | ------------------ | ---------- | ---------- | ---------- | ---------- | ---------- | ---------- |
| Paolo Bussetti | 200 m stile libero | 3'35"0     | 5º         |            |            |            |            |
| Fabio Mainoni  | 4000m stile libero | 1h 25'16"6 | 1º Q       |            |            | 1h 18'25"4 | 6º         |
| Paolo Bussetti | 200 m dorso        | 4'09"2     | 4º Q       |            |            | 3'45"0     | 7º         |

### Scherma
| Evento               | Posto    | Schermidore               | Primo turno                  | Quarti                       | Ripescaggio            | Semifinali            | Finale          |
| -------------------- | -------- | ------------------------- | ---------------------------- | ---------------------------- | ---------------------- | --------------------- | --------------- |
|                      |          |                           |                              |                              |                        |                       |                 |
| Fioretto             | 25°-34°  | Olivier Collarini         | Qualificato dalla giuria     | Non qualificato dalla giuria | Eliminato              | Eliminato             | Eliminato       |
| Fioretto             | 38°-54°  | Giunio Fedreghini         | Non qualificato dalla giuria | Eliminato                    | Eliminato              | Eliminato             | Eliminato       |
| Fioretto             | 38°-54°  | Giuseppe Giurato          | Non qualificato dalla giuria | Eliminato                    | Eliminato              | Eliminato             | Eliminato       |
| Fioretto             | 38°-54°  | Palardi                   | Non qualificato dalla giuria | Eliminato                    | Eliminato              | Eliminato             | Eliminato       |
|                      |          |                           |                              |                              |                        |                       |                 |
| Spada                | 19°-31°  | Giuseppe Giurato          | 1º posto pool K              | 4°-6° quarto D               | -                      | Eliminato             | Eliminato       |
| Spada                | 35°-104° | Olivier Collarini         | 3°-6° pool E                 | Non qualificato              | -                      | Eliminato             | Eliminato       |
| Spada                | 35°-104° | Fedreghini                | 3°-7° pool P                 | Non qualificato              | -                      | Eliminato             | Eliminato       |
|                      |          |                           |                              |                              |                        |                       |                 |
| Sciabola             | 9°-16°   | Fedreghini                | 1°-4° in pool                | -                            | -                      | 5°-8° semifinale A    | Non qualificato |
| Sciabola             | 9°-16°   | Stagliano                 | 5° in pool                   | -                            | -                      | 5°-8° semifinale B    | Non qualificato |
|                      |          |                           |                              |                              |                        |                       |                 |
| Fioretto per maestri | 4°       | Antonio Conte             | Qualificato dalla giuria     | Qualificato dalla giuria     | Avanza alle semifinali | 3º posto semifinale A | 4º posto        |
| Fioretto per maestri | 7°       | Italo Santelli            | Qualificato dalla giuria     | Qualificato dalla giuria     | Avanza alle semifinali | 4° place semifinale B | 7º posto        |
|                      |          |                           |                              |                              |                        |                       |                 |
| Spada per maestri    | 19°-54°  | 2 schermidori sconosciuti | 3°-6° pools G, H, o I        | -                            | -                      | Eliminato             | Eliminato       |
|                      |          |                           |                              |                              |                        |                       |                 |
| Sciabola per maestri | 1°       | Antonio Conte             | 1°-4° in pool                | -                            | -                      | 1º posto semifinale A | 1º posto        |
| Sciabola per maestri | 2°       | Italo Santelli            | 1°-4° in pool                | -                            | -                      | 1º posto semifinale B | 2º posto        |
| Sciabola per maestri | 15°-16°  | Orazio Santelli           | 1°-4° in pool                | -                            | -                      | 8º posto semifinale A | Eliminato       |
| Sciabola per maestri | 17°-29°  | Alessandri                | 5°-8° in pool                | -                            | -                      | Eliminato             | Eliminato       |
| Sciabola per maestri | 17°-29°  | Santelli                  | 5°-8° in pool                | -                            | -                      | Eliminato             | Eliminato       |
|                      |          |                           |                              |                              |                        |                       |                 |